# Sulatyccy herbu Sas

Herb Sas

Sulatyccy herbu Sas – polska rodzina szlachecka pochodzenia ruskiego.
Pochodziła z ziemi lwowskiej, pisała się z Sulatycz w pow. żydaczowskim.

## Przedstawiciele rodu
Aleksander Sulatycki (ok. 1620-po 1676) – skarbnik podolski
Jan Nepomucen Walerian Sulatycki (1781-1865) – kapitan WP, marszałek szlachty guberni podolskiej
January Sozont Sulatycki (1806-1890) – marszałek szlachty powiatu mohylowskiego
Kałacer Goldini Sulatycki (1884-1932) – major wojsk rosyjskich
Michał Sulatycki (ok. 1700-po 1733) – skarbnik nowogrodzki
Paweł Sulatycki (1776-1860) – minister sprawiedliwości rządu Kraju Kubańskiego
Stefan Sulatycki (ok. 1705-ok. 1740) – podstoli winnicki
Wojciech Sulatycki (ok. 1738-ok. 1790) – skarbnik lwowski, wojski lwowski
Zbigniew Paweł Sulatycki (1933-2024) – kapitan żeglugi wielkiej, wiceminister transportu i gospodarki morskiej
Zygmunt Sulatycki (ok. 1615-po 1651) – stolnik halicki